# Даскалион
Даскалио́н (греч. Δασκαλειό(ν) — Школа), также Матитарио (Μαθηταριό(ν) — «Маленький школьник») — единственный остров в проливе Итаки Ионического моря, разделяющем острова Кефалиния на западе и Итака на востоке. Административно относится к общине Сами в периферийной единице Кефалиния в периферии Ионические острова.
Генрих Шлиман сообщает, что длина острова 179 м, а ширина от 33 до 54 м.
Остров отождествлялся с гомеровским островом Астер (Астерис, др.-греч. Ἀστερίς), близ которого женихи Пенелопы во главе с Антиноем сидели в засаде, ожидая Телемаха после его возвращения от царя Пилоса Нестора, чтобы убить его. Гомер поместил его в проливе между Итакой и Замом. По Гомеру на острове было два порта (гавани), каждый с двумя входами. Вильгельм Дёрпфельд отождествил Астер с островом Аркудион, а эпический остров Итака — с островом Лефкас.
На острове находятся руины средневековой башни и трёх построек, одна из которых была школой, которая дала современное название острову.